# 스트리트 파이터 III: 서드 스트라이크
《스트리트 파이터 III: 서드 스트라이크》는 캡콤이 제작한 1999년 아케이드 대전 격투 게임이다. 1997년에 발매됐던 《스트리트 파이터 III》의 두 번째이자 마지막 업데이트판이다.
전 업데이트판 《스트리트 파이터 III: 세컨드 임팩트》과 비교했을 때, 춘 리, 이부키, 마코토같은 추가 플레이어 캐릭터 이외에도 시스템과 외관 모두 큰 변화가 생겼다. 상대방의 공격을 읽어 시간에 맞춰 입력하면 피해 없이 완전히 방어할 수 있는 '블로킹', 시간초과으로 대전 종료시 전투 성적에 따라 승리를 결정하는 판정 시스템 등 다양한 게임플레이가 도입됐으며, 음악과 스테이지 그래픽 또한 모두 완전히 교체됐다.
출시 당시 《스트리트 파이터 III: 서드 스트라이크》는 미지근한 평가를 받았으나, 이후 이식판과 디지털 재발매판은 심도깊고 파고들수록 보상받는 게임플레이 시스템로 호평을 얻으며 게임 역사상 최고의 격투 게임이라는 평가를 받았다. 2011년에 플레이스테이션 3 및 엑스박스 360으로 온라인 대전을 지원하는 《스트리트 파이터 III: 온라인 에디션》이 발매됐다. 2018년에 플레이스테이션 4, 닌텐도 스위치, 엑스박스 원 및 마이크로소프트 윈도우로 발매된 합본 《스트리트 파이터 30주년 컬렉션》에도 수록됐다.

## 발매
《스트리트 파이터 III: 서드 스트라이크》는 CP 시스템 III 아케이드 기판으로 1999년 처음 출시됐다. 아케이드판의 경우 방어불능 공격버그를 수정한 후기판을 포함해 세 가지 버전이 존재한다.

### 온라인 에디션
2010년에 열린 샌디에이고 코믹콘 인터내셔널에서 캡콤은 《스트리트 파이터 III: 서드 스트라이크 온라인 에디션》이 개발되고 있다고 발표했다. 아이언 갤럭시 스튜디오스가 이식을 맡았으며 그래픽 향상 설정과 GGPO 방식 온라인 대전 등의 기능을 지원할 것이라고 예고했다. 2011년 8월 23일 플레이스테이션 3의 플레이스테이션 네트워크, 엑스박스 360의 엑스박스 라이브 아케이드를 통해 최종출시됐다.

## 참조
1. ↑  전체 제목 《스트리트 파이터 III: 서드 스트라이크 - 파이트 포 더 퓨처》(영어: Street Fighter III 3rd Strike: Fight for the Future, ストリートファイターⅢ サードストライク ファイト・フォー・ザ・フューチャー)